# 물병자리 타우2
물병자리 타우2는 물병자리 방향으로 지구로부터 약 318광년 떨어진 곳에 있는 항성이다. 겉보기 등급은 4.0으로 맨눈으로 볼 수 있다. 물병자리 타우2의 분광형은 K5 III으로 우리 눈에는 오렌지색으로 빛나는 것처럼 보인다. 광도분류 III은 타우2가 주계열성 상태를 떠나 거성 상태이며 죽어가는 과정에 있음을 뜻한다. 타우2의 각지름은 주연감광으로 인한 오차를 보정하면 5.12 ± 0.05 밀리초각이다. 타우2까지의 거리 및 시차를 고려하면 타우2의 반지름은 태양의 약 53배이다.